# Buselji
Buselji är ett samhälle i Bosnien och Hercegovina.   Det ligger i entiteten Federationen Bosnien och Hercegovina, i den centrala delen av landet, 50 km nordväst om huvudstaden Sarajevo. Buselji ligger 511 meter över havet och antalet invånare är 980.
Terrängen runt Buselji är huvudsakligen kuperad, men söderut är den bergig.Runt Buselji är det ganska tätbefolkat, med 93 invånare per kvadratkilometer.. Närmaste större samhälle är Zenica, 12,0 km norr om Buselji.
Omgivningarna runt Buselji är en mosaik av jordbruksmark och naturlig växtlighet.